# 卢卡奇哈佐
卢卡奇哈佐，是匈牙利沃什州所辖的一个村，总面积9.36平方公里，总人口1055，人口密度112.7人/平方公里（2010年1月1日）。